# Reacció de Sommelet
La reacció de Sommelet és una reacció orgànica en què un halur benzílic és transformat en un aldehid aromàtic per mitjà d'una hexamina (la més emprada és l'hexametilentetraamina) i aigua
Aquesta reacció va ser introduïda l'any 1913 quan Marcel Sommelet observà que quan un compost quaternari provinent del clorur de benzil i una hexamina són escalfats en aigua, o en alcohol aquós, la reacció dona benzaldehid. Aquesta reacció ha esdevingut general per a la síntesi d'aldehids aromàtics. Sommelet va aconseguir aïllar la metilamina com a subproducte de la reacció i suggerí com a mecanisme de reacció una primera hidròlisi del compost quaternari a metilen-benzilamina, que s'isomeritza llavors a benzilidenmetilamina, essent el benzaldehid i la metilamina derivats de la hidròlisi àcida del darrer.
Una reacció conceptualment relacionada amb aquesta és la reacció de Duff, en què un halur és reemplaçat per un arè. A la síntesi d'aldehids de Kröhnke l'agent oxidant és una combinació de piridina i p-nitrosodimetilanilina.